# Trastorno disfórico premenstrual
El trastorno disfórico premenstrual (TDPM) es una enfermedad que se genera en las mujeres una o dos semanas antes del inicio del período menstrual. Dicho trastorno, está caracterizado por dos fases que se denominan fase folicular y fase lútea. La fase folicular ocurre con el comienzo de la menstruación y termina con la ovulación, mientras que la fase lútea empieza con la ovulación y termina con el sangrado menstrual. El TDPM afecta aproximadamente al 3 % de las mujeres.
La causa del TDPM se desconoce. Sin embargo, para saber los síntomas y consecuencias del TDPM es necesario realizar una historia clínica del paciente, así como también una secuencia de exámenes físicos, como, por ejemplo: un examen pélvico y una evaluación psiquiátrica para descartar otros posibles desórdenes.
Otro criterio que debe tomarse en cuenta es que, para una buena evaluación clínica del TDPM, el paciente que sufre de esta enfermedad debe anotar los síntomas más frecuentes, así como también los días y el momento en que esto ocurre para ayudar al médico a encontrar las causas y los posibles tratamientos.

## Síntomas
Los síntomas del TDPM son similares a los del síndrome premenstrual (SPM). Sin embargo, casi siempre son más graves y debilitantes en el caso del TDPM. Estos también incluyen por lo menos un síntoma relacionado con el estado de ánimo. Los síntomas se presentan durante la semana justo antes del sangrado menstrual. Con frecuencia, mejoran al cabo de unos días después de que comienza el período.
A continuación, encontrará una lista de los síntomas más comunes del TDPM:
- Falta de interés en las actividades diarias y en las relaciones con los demás
- Fatiga o falta de energía
- Tristeza o desesperanza; posibles pensamientos suicidas
- Ansiedad
- Sentimiento de pérdida de control
- Deseo vehemente por consumir ciertos alimentos o comer en exceso
- Altibajos en el estado de ánimo con ataques de llanto
- Ataques de pánico
- Irritabilidad o ira persistente que afecta a otras personas
- Distensión abdominal, sensibilidad en las mamas, dolores de cabeza y dolor muscular o articular
- Problemas para dormir
- Problemas para concentrarse
- Inflamación de encías y muelas
- Gastroenteritis aguda
- Palpitaciones
- Bruxismo
- Gastritis aguda

## Diagnóstico
Hay varias guías médicas expertas que proporcionan los criterios de diagnóstico para el TDPM. El diagnóstico puede ser ayudado haciendo que las mujeres que buscan tratamiento para el TDPM utilicen un método de registro diario de sus síntomas. El registro diario ayuda a identificar cuándo se experimentan alteraciones del estado de ánimo y permite reconocer más fácilmente el TDPM de otros trastornos del estado de ánimo. Con el TDPM, los síntomas del estado de ánimo están presentes sólo durante la fase lútea o las últimas dos semanas del ciclo menstrual. Si bien los síntomas del estado de ánimo del TDPM son de naturaleza cíclica, otros trastornos del estado de ánimo son variables o constantes en el tiempo.
Aunque existe una falta de consenso sobre el instrumento más eficiente para confirmar un diagnóstico de TDPM, varias escalas validadas para registrar síntomas premenstruales incluyen el Calendario de Experiencias Premenstruales (COPE, por sus siglas en inglés), el Registro Diario de Gravedad de Problemas (DRSP, por sus siglas en inglés) y el Registro Prospectivo de la Severidad de la Menstruación (PRISM, por sus siglas en inglés). También existe un instrumento de cribado que facilita la detección del trastorno en la población de mujeres menstruantes españolas. Se trata del Cuestionario del Trastorno Disfórico Premenstrual o CTDP-DSM-5 (Aperribai, Alonso-Arbiol, Balluerka y Claes, 2016), basado en los criterios de diagnóstico del DSM-5. En el contexto de la investigación, a menudo se aplican límites numéricos estandarizados para verificar el diagnóstico. La dificultad de diagnosticar el TDPM es una de las razones por las que puede resultar difícil para los abogados citar el trastorno como una defensa del delito, en los casos muy poco frecuentes en los que el TDPM está supuestamente asociado a la violencia criminal.

### DSM-5
El DSM-5 estableció siete criterios (del A al G) para el diagnóstico de TDPM. Existe una superposición entre los criterios para el TDPM en el DSM-5 y los criterios que se encuentran en el DRSP.
Según el DSM-5, un diagnóstico de TDPM requiere la presencia de por lo menos cinco de estos síntomas, siendo uno de los síntomas los números 1-4. Estos síntomas deben ocurrir durante la semana anterior a la menstruación y remitir después del inicio de la menstruación. Para cumplir con los criterios para el diagnóstico, los síntomas deben registrarse durante dos ciclos de ovulación consecutivos a fin de confirmar la naturaleza temporal y cíclica de los síntomas. Los síntomas también deben ser lo suficientemente graves como para afectar el trabajo normal, la escuela, las actividades sociales o las relaciones con los demás.
Los síntomas de los criterios A-C deben haberse cumplido para la mayoría de los ciclos menstruales que ocurrieron en el año anterior y deben haber afectado el funcionamiento normal hasta cierto punto (criterio D).
Criterio A: durante la mayoría de los ciclos menstruales durante el último año, por lo menos cinco de los siguientes once síntomas (especialmente incluyendo uno de los primeros cuatro enumerados) deben estar presentes en la última semana antes del inicio de la menstruación, deben comenzar a mejorar unos días después del inicio de la menstruación y se vuelven mínimos o ausentes en la semana posterior a la menstruación:
1. Labilidad marcada (por ejemplo, cambios de humor)
2. Irritabilidad o enojo marcados
3. Estado de ánimo marcadamente deprimido
4. Ansiedad y tensión marcadas
5. Disminución del interés en las actividades habituales
6. Dificultad para concentrarse
7. Letargo y falta de energía marcada
8. Cambio marcado en el apetito (por ejemplo, comer en exceso o antojos de alimentos específicos)
9. Hipersomnia o insomnio
10. Sentirse abrumado o fuera de control
11. Síntomas físicos (p. ej., sensibilidad o hinchazón de los senos, dolor articular o muscular, sensación de hinchazón y aumento de peso)[9]

Criterio B: debe presentarse uno (o más) de los siguientes síntomas:
1. Labilidad afectiva marcada (p. ej., cambios de humor, sentirse repentinamente triste o lloroso o mayor sensibilidad al rechazo)
2. Irritabilidad o ira marcadas o aumento de los conflictos interpersonales
3. Estado de ánimo depresivo marcado, sentimientos de desesperanza o pensamientos de autocrítica
4. Ansiedad marcada, tensión o sentimientos de estar nervioso

Criterio C: uno (o más) de los siguientes síntomas deben estar presentes adicionalmente, para alcanzar un total de cinco síntomas cuando se combinan con los síntomas presentes del criterio B:
1. Disminución del interés en las actividades habituales (p. ej., trabajo, escuela, amigos, pasatiempos)
2. Dificultad subjetiva de concentración
3. Letargo, fatiga fácil o falta de energía marcada
4. Cambio marcado en el apetito; comer en exceso o antojos de alimentos específicos
5. Hipersomnia o insomnio
6. Sensación de estar abrumado o fuera de control
7. Síntomas físicos como sensibilidad o hinchazón de los senos, dolor en las articulaciones o músculos, sensación de hinchazón o aumento de peso

Criterio D: los síntomas observados en los criterios A-C están asociados con angustia clínicamente significativa o interferencia con el trabajo, la escuela, las actividades sociales habituales o las relaciones interpersonales (p. ej., evitar actividades sociales, disminución de la productividad y eficiencia en el trabajo, la escuela o el hogar).
La angustia clínicamente significativa no está definida explícitamente por el DSM-IV, donde ha sido criticada por varios académicos por ser demasiado vaga y potencialmente perjudicial para quienes tienen síntomas de depresión, ansiedad u otros trastornos del estado de ánimo, porque no cumplen con los requisitos clínicos.
Criterio E: la alteración no es simplemente una exacerbación de los síntomas de otro trastorno, como el trastorno depresivo mayor, el trastorno de pánico, el trastorno depresivo persistente (distimia) o un trastorno de la personalidad, aunque puede coexistir con cualquiera de estos trastornos.
Criterio F: el criterio A debe ser confirmado por evaluaciones diarias prospectivas durante por lo menos dos ciclos sintomáticos. El diagnóstico puede hacerse de forma provisional antes de esta confirmación.
Criterio G: los síntomas no son atribuibles a los efectos fisiológicos de una sustancia (p. ej., abuso de drogas, un medicamento u otros tratamientos) u otra condición médica (p. ej., hipertiroidismo).

### Pruebas y exámenes
El TDPM no se puede diagnosticar con ningún examen físico ni pruebas de laboratorio. Se debe elaborar la historia clínica completa y llevar a cabo un examen físico (incluso un examen pélvico), pruebas de la tiroides y una evaluación psiquiátrica para descartar otras afecciones.
Mantener un calendario o un diario de los síntomas puede ayudar a las mujeres a identificar los síntomas más problemáticos y los momentos en que hay mayor probabilidad de que se presenten. Asimismo, esta información puede ayudar a su proveedor de atención médica a diagnosticar el TDPM y determinar el mejor tratamiento.

### Diagnóstico diferencial
El trastorno disfórico premenstrual se presenta con mayor énfasis que el SPM, puesto que, además de una mayor depresión tanto física como psíquica, los síntomas son más graves; sin embargo, algunos estudios clínicos han señalado que los factores sociales, culturales, biológicos y psíquicos intervienen en la formación tanto del trastorno disfórico premenstrual como del síndrome premenstrual.

## Causas
No se han encontrado las causas del SPM ni del TDPM. Es posible que los cambios hormonales que ocurren durante el ciclo menstrual de una mujer intervengan en la causa. Una pequeña cantidad de mujeres se ve afectada por el TDPM durante los años en que tiene períodos menstruales. 
Muchas mujeres con esta afección tienen:
- Ansiedad
- Depresión mayor
- Trastorno afectivo estacional (TAE)

Otros factores que pueden intervenir incluyen:
- Abuso de alcohol o sustancias
- Trastorno de tiroides
- Tener sobrepeso
- Tener una madre con antecedentes de este trastorno
- Falta de ejercicio

## Tratamiento

### Medicación
Existen varios medicamentos que han recibido apoyo empírico para el tratamiento del TDPM. Los inhibidores selectivos de la recaptación de serotonina (ISRS) son el medicamento base. La Administración de Alimentos y Medicamentos de Estados Unidos (FDA) ha aprobado cuatro ISRS para el tratamiento del TDPM: fluoxetina (disponible como genérico o como Prozac o Sarafem), sertralina (Zoloft), paroxetina (Paxil) y escitalopram oxalato (Lexapro). A diferencia de los tratamientos para los trastornos depresivos, no es necesario tomar los ISRS a diario, sino que sólo se pueden tomar en la fase lútea o durante los síntomas del TDPM. Esto se debe a que quienes responden a los ISRS generalmente experimentan un alivio de los síntomas en uno o dos días. Los estudios con roedores sugieren que esta respuesta rápida a los ISRS se debe a la elevación del metabolito neuroactivo de la progesterona alopregnanolona en el cerebro, en lugar de a la serotonina. La dosificación de la fase lútea puede iniciarse 14 días antes de la menstruación y suspenderse después del inicio del flujo menstrual. Las mujeres que toman ISRS para aliviar el TDPM, generalmente informan un alivio de los síntomas >50 %, lo que representa una mejora significativa en comparación con el placebo.
Aunque menos estudiados, los inhibidores de la recaptación de serotonina y norepinefrina (IRSN) también han mostrado beneficios para las personas con TDPM. En un ensayo clínico aleatorio y controlado de mujeres con TDPM, el 60 % de los sujetos que tomaron venlafaxina (Effexor) mejoraron, frente al 35 % con placebo. Se notó una mejoría durante el primer ciclo de tratamiento con una reducción de los síntomas del 80 %.
Otro tratamiento aprobado por la FDA para el TDPM, es el anticonceptivo oral con etinilestradiol y drospirenona (una nueva progestina) que se toma en un esquema 24-4 (24 píldoras activas, 4 píldoras inactivas). Se ha demostrado que los anticonceptivos hormonales que contienen drospirenona y niveles bajos de estrógenos ayudan a aliviar los síntomas graves de TDPM, por lo menos durante los primeros tres meses de uso. La idea detrás del uso de anticonceptivos orales es suprimir la ovulación y, por lo tanto, suprimir las fluctuaciones de las hormonas sexuales.
Otro tratamiento, que generalmente se usa cuando otras opciones han fallado, es la inyección de un agonista de la hormona liberadora de gonadotropina. Estos medicamentos crean una condición similar a la menopausia, temporal, inducida por medicamentos. Se recomienda la adición de estradiol para prevenir la pérdida ósea a largo plazo; esto generalmente requiere la adición simultánea de progesterona para prevenir la hiperplasia endometrial inducida por estradiol. Dos estudios de referencia han demostrado que la recuperación de estradiol o progesterona sobre los agonistas de GnRH puede provocar un resurgimiento de los síntomas de TDPM, pero que esta reaparición de síntomas remite después de un mes de recuperación estable.

## Complicaciones
Los síntomas del TDPM pueden volverse tan intensos que interfieren con la vida diaria de una mujer. Las mujeres que sufren de depresión pueden presentar síntomas peores durante la segunda mitad de su ciclo menstrual y requerir cambios en su medicamento. Algunas mujeres con TDPM tienen pensamientos suicidas. El suicidio en mujeres con depresión es mucho más probable que ocurra durante la segunda mitad de su ciclo menstrual. El TDPM puede estar asociado con trastornos de la alimentación y el tabaquismo.